# Codi ATC A16
El  codi ATC A16, descrit com Altres productes per al tracte alimentari i metabolism, és una subgrup terapèutic de l'Anatomical, Therapeutic, Chemical Classification System (ATC). La classificació ATC és un sistema de codis alfanumèric desenvolupat per l'Organització Mundial de la Salut (OMS) per als fàrmacs i altres productes sanitaris. El subgrup A16 és part del grup anatòmic A Sistema digestiu i metabolisme.

Els codis per a ús veterinari (codis ATCvet) poden han estat creats afegint la lletra Q davant dels codis ATC humans: QA16... 
Les adaptacions estatals de la classificació ATC poden incloure codis addicionals no presents en aquesta llista, que segueix la versió de l'OMS.

## A16A Altres productes per al tracte alimentari i metabolisme
A16A A Aminoàcids i derivats
A16A B Enzims
A16A X Productes diversos per al tracte alimentari i el metabolisme